# Amt Ribnitz-Damgarten
Amt Ribnitz-Damgarten – związek gmin w Niemczech, leżący w kraju związkowym Meklemburgia-Pomorze Przednie, w powiecie Vorpommern-Rügen. Siedziba urzędu znajduje się w miejscowości Ribnitz-Damgarten.
W skład związku gmin wchodzą cztery gminy:
1. Ahrenshagen-Daskow
2. Ribnitz-Damgarten
3. Schlemmin
4. Semlow